# اسکار لندن
اسکار لندن (انگلیسی: Oscar Londono؛ زادهٔ ۷ فوریهٔ ۱۹۷۱) بازیکن فوتبال اهل فرانسه است.
از باشگاه‌هایی که در آن بازی کرده‌است می‌توان به باشگاه فوتبال سروت ۱۸۹۰ و باشگاه فوتبال لوزان-اسپورت اشاره کرد.